# Cherbezatina bicolor
Cherbezatina bicolor är en skalbaggsart som beskrevs av Marc Lacroix 1993. Cherbezatina bicolor ingår i släktet Cherbezatina och familjen Melolonthidae. Inga underarter finns listade i Catalogue of Life.